# Contea di Autauga
La contea di Autauga, in inglese Autauga County, è una contea dello Stato dell'Alabama, negli Stati Uniti. La popolazione al censimento del 2010 era di 54 571 abitanti. Il capoluogo di contea è Prattville. 

## Geografia fisica
La contea di Autauga si trova nella parte centrale dell'Alabama. Lo United States Census Bureau certifica che l'estensione della contea è di 1 566 km², di cui 1 544 km² composti da terra e i rimanenti 22 km² composti di acqua. Il fiume Alabama scorre lungo il confine meridionale della contea. La contea rientra nella pianura costiera del golfo del Messico.
La contea ha un clima prevalentemente subtropicale umido.

### Laghi, fiumi e parchi
La contea comprende i seguenti laghi, fiumi e parchi:
| Laghi | Fiumi | Parchi                                       | Parchi |
| --- | --- | -------------------------------------------- | ------ |
| - Walkers Lake - Richard Lake - Camp Tukabatchee Lake - Underwood Lake - Bridge Creek Lake - Circle A Ranch Lake - Wadsworth Ponds (stagno) - R E 'Bob' Woodruff Reservoir (bacino artificiale) | - Alabama River - Hudson Creek - Indian Creek - Little Bridge Run - Motley Branch - South Mortar Creek - Ivy Creek - Long Branch - Bridge Creek - Molly Branch | - Swift Creek Park - R E 'Bob' Woodruff Park |        |

## Contee confinanti
- Contea di Chilton - nord
- Contea di Elmore - est
- Contea di Montgomery - sud-est
- Contea di Lowndes - sud
- Contea di Dallas - ovest

## Storia
La contea di Autauga fu costituita il 21 novembre 1818, un anno prima dell'annessione dell'Alabama agli Stati Uniti, con un atto dell'Alabama Territorial Legislature. Quando fu fondata, la contea comprendeva (oltre all'attuale territorio) anche quello delle contee di Elmore e di Chilton. Al tempo gli indiani Autauga (tribù nota anche con il nome di Tawasa) occupavano il territorio della contea in villaggi chiamati Atagi ("acqua pura") situati sulle rive di un fiume chiamato Atagi Creek (il fiume prese successivamente il nome di Pearl Water Creek). La contea deve proprio a questo villaggio il suo nome. Gli Autauga facevano parte della tribù degli Alabama, che inviarono molti guerrieri per resistere all'invasione di Andrew Jackson nella cosiddetta Creek War.
La contea occupava parte del territorio ceduto dagli indiani Creek nel Trattato di Fort Jackson del 1814. Il primo capoluogo fu Jackson's Mill, ruolo che ricoprì per poco tempo. La sede del capoluogo venne infatti trasferita quasi subito a Washington nella parte sud-est della contea. Nel 1830 il capoluogo venne nuovamente spostato, e venne stabilito a Kingston, e la cittadina di Washington vide diminuire velocemente il numero di residenti, fino a diventare una città fantasma poco prima del 1840.
Le contee di Elmore e di Chilton vennero create rispettivamente nel 1866 e nel 1868 dal territorio della contea di Autauga. Il capoluogo fu quindi spostato all'attuale Prattville.
Il primo palazzo di giustizia, una struttura italiana progettata da George Littlefield Smith, fu costruito nel 1870; fu sostituito dall'attuale tribunale nel 1907. Nel 1833, l'industriale Daniel Pratt si stabilì nella contea di Autauga e costruì una società di produzione di sgranatrici di cotone, che divenne la più grande del mondo. Pratt costruì inoltre la prima ferrovia della contea e contribuì a finanziare le prime imprese siderurgiche; costruì anche una strada pubblica, la Old Plank Road, tra Washington e Prattville. Nel 1859, Pratt aprì la Prattville Male and Female Academy per educare i figli dei suoi operai. Nel 1868, il capoluogo della contea fu trasferito a Prattville.

## Monumenti e luoghi d'interesse
Nella contea sono presenti diversi luoghi d'interesse inclusi nel National Register of Historic Places: Bell House, Casa Montgomery–Janes–Whittaker, Lassiter House, Montgomery-Janes-Whittaker House, Mount Sinai School. Buena Vista, costruita da William Montgomery intorno al 1830, fu il primo sito storico della contea di Autauga; ospita l'Autauga County Heritage Association e l'Heritage Center Museum.

## Società

### Evoluzione demografica
Abitanti censiti (in migliaia)

Grafico delle fasce di età in base al censimento del 2000

Al censimento del 2010, risultano 54 571 abitanti, 20 221 nuclei familiari e 15 064 famiglie residenti nella contea. La densità della popolazione è di 34,86 ab./km². Ci sono 22 135 alloggi con una densità di 14/km². La composizione etnica della città è 78,5% bianchi, 17,7% neri o afroamericani, 0,4% nativi americani, 0,9% asiatici, 0,1% isolani del pacifico, 1,6% di due o più razze. Il 2,4% della popolazione è ispanica.
Dei 20 221 nuclei familiari, il 39,4% ha figli di età inferiore ai 18 anni che vivono in casa, il 56,2% sono coppie sposate che vivono assieme, il 13,7% è composto da donne con marito assente, e il 25,5% sono non-famiglie. Il 22,0% di tutti i nuclei familiari è composto da singoli e il 8,0% da singoli con più di 65 anni di età. La dimensione media di un nucleo familiare è di 2,68 mentre la dimensione media di una famiglia è di 3,13.
La suddivisione della popolazione per fasce d'età è la seguente: 26,8% sotto i 18 anni, 8,5% dai 18 ai 24, 27% dai 25 ai 44, 25,7% dai 45 ai 64, e 12,0% oltre i 65 anni. L'età media è 37 anni. Per ogni 100 donne ci sono 94,9 uomini.
Il reddito medio di un nucleo familiare è di 53 682$, mentre per le famiglie è di 66 349$. Gli uomini hanno un reddito medio di 49 743$ contro i 32 592$ delle donne. Il reddito pro capite della città è di 24 571$. L'8,3% delle famiglie e il 12,1% della popolazione è sotto la soglia di povertà. Sul totale della popolazione, il 17,5% dei minori di 18 anni e il 7,0% di chi ha più di 65 anni vive sotto la soglia di povertà. 

## Cultura

### Istruzione
L'Autauga County School System è il sistema scolastico pubblico della contea. Include 13 contee, dove sono iscritti circa 10.000 studenti. Tutte le scuole sono accreditate dall'Alabama State Department of Education e dalla Southern Association of Colleges and Schools.
In un'area non incorporata vicino a Prattville è presente l'EMCA (East Memorial Christian Academy).

## Economia
Durante il diciannovesimo secolo l'economia della contea era basata sull'agricoltura e sulla produzione. La guerra civile e il periodo della ricostruzione sconvolsero l'economia di Autauga County, vista la diminuzione di manodopera.
La forza lavoro nell'attuale contea di Autauga è suddivisa tra le seguenti categorie professionali:
- Servizi educativi, assistenza sanitaria e assistenza sociale (18,6%)
- Commercio al dettaglio (13,0%)
- Pubblica amministrazione (12,8%)
- Produzione (12,5%)
- Arte, intrattenimento e ricreazione, alloggio e servizi di ristorazione (8,9%)
- Servizi professionali, scientifici, amministrativi e di gestione dei rifiuti (7,1%)
- Finanza e assicurazione, immobiliare, noleggio e leasing (6,9%)
- Costruzione (6,4%)
- Trasporto, magazzinaggio e servizi di pubblica utilità (4,8%)
- Altri servizi, ad eccezione della pubblica amministrazione (4,3%)
- Commercio all'ingrosso (2,6%)
- Informazioni (1,4%)
- Agricoltura, silvicoltura, pesca e caccia ed estrattiva (0,8%)

## Infrastrutture e trasporti

### Principali strade ed autostrade
- Interstate 65
- U.S. Highway 31
- U.S. Highway 82
- State Route 14
- State Route 143

Il Prattville-Grouby Airport Field è l'unico aeroporto pubblico della contea.

## Amministrazione
Lo sceriffo della contea è Joe Sedinger.

## Comuni
- Autaugaville - town
- Billingsley - town
- Millbrook[15] - city
- Prattville[15] - city
- Marbury - CDP
- Pine Level - CDP